# Selecția Națională 2023
Die 26. Selecția Națională fand am 11. Februar 2023 statt und war die rumänische Vorentscheidung für den Eurovision Song Contest 2023 in Liverpool (Vereinigtes Königreich) sein. Es gewann Theodor Andrei mit dem Lied D.G.T. (Off and On).

## Format

### Konzept
Nach der Disqualifikation der rumänischen Jury beim Eurovision Song Contest 2022 kündigte der zuständige Manager von Televiziunea Română (TVR), Mihai Predescu, an, dass sich die Auswahl des rumänischen Beitrags für 2023 ändern werde. Am 11. November 2022 wurde schließlich der Modus für 2023 bekanntgegeben. So wird es im Gegensatz zum Vorjahr nur ein Finale geben, und keine weiteren Vorrunden. Auch soll der Sieger durch ein reines Publikumsvoting bestimmt werden. Dieses soll sich aus Tele- und Onlinevoting zusammensetzen.

### Beitragswahl
Zwischen dem 14. November und dem 11. Dezember 2022 wird es interessierten Künstler möglich sein Beiträge einzureichen. Es wird Komponisten auch möglich sein Beiträge ohne Interpret einzureichen, TVR würde in diesem Fall dem Komponisten einen Interpreten vorschlagen. Auch ausländische Komponisten/Interpreten können Beiträge einreichen. Insgesamt wurden 85 Beiträge eingereicht.
Aus den eingereichten Beiträgen wird eine professionelle Jury bestehend aus sieben Personen die 12 Finalisten auswählen. Die Mitglieder dieser Jury sind:
- Sebastien Ferent
- Laura Coroianu
- Bogdan Stratula
- John Varbiu
- Alin Vaida
- Mihai Predescu
- Remus Achim

### Moderation
Am 10. Februar 2023 wurde bekanntgegeben, dass Laurențiu Niculescu und Ilinca Băcilă die Sendung moderieren werden.

## Teilnehmer
Die Teilnehmer und ihre Lieder wurden am 17. Dezember 2022 bekanntgegeben. Das Lied Statues wurde zu Beginn ohne Teilnehmer vorgestellt, am 23. Dezember wurde bekannt, dass es von Andrei Duțu gesungen wird. Andrada Popa nahm bereits 2008 am Junior Eurovision Song Contest für Rumänien teil.

## Finale
Das Finale fand am 11. Februar 2023 stattfinden und wurde auf TVR1 und TVR International übertragen. Am 23. Dezember fand die Auslosung der Startreihenfolge statt. Dabei wurden Zahlen zwischen 1 und 36 gezogen um die Reihenfolge festzulegen.
| Platz | Startnr. | Interpret                                   | Lied Musik (M) und Text (T)                                                                              | Sprache             | Übersetzung (inoffiziell) | Punkte     | Punkte       | Gesamt |
| Platz | Startnr. | Interpret                                   | Lied Musik (M) und Text (T)                                                                              | Sprache             | Übersetzung (inoffiziell) | Televoting | Onlinevoting | Gesamt |
| ----- | -------- | ------------------------------------------- | --- | ------------------- | ------------------------- | ---------- | ------------ | ------ |
| 01.   | 06       | Theodor Andrei                              | D.G.T. (Off and On) M/T: Theodor Andrei, Luca De Mezzo, Mikail Jahed, Luca Udățeanu                      | Rumänisch, Englisch | D.G.T. (Aus und an)       | 2.556      | 2.674        | 5.230  |
| 02.   | 12       | Andreea D Folclor Orchestra                 | Periniţa mea M/T: Silviu Păduraru, Andreea Păduraru                                                      | Rumänisch           | Mein kleines Mädchen      | 2.896      | 1.946        | 4.845  |
| 03.   | 05       | Andrei Duțu                                 | Statues M/T: Kjetil Mørland, Aidan O’Connor                                                              | Englisch            | Statuen                   | 2.269      | 2.033        | 4.302  |
| 04.   | 08       | Aledaida                                    | Bla Bla Bla M/T: Liam Erixon, Emilija Jokubaitytė, Ellis Sportel, Andrei Mihai                           | Englisch            | –                         | 2.118      | 2.132        | 4.250  |
| 05.   | 04       | AMIA                                        | Puppet M/T: Erin Dăneţ, Cătălina Ioana Oteleanu, Alexia Maria Troaca                                     | Englisch            | Marionette                | 2.346      | 1.886        | 4.232  |
| 06.   | 07       | Steven Roho x Gabriella x Formaţia Albatros | Lele M/T: Alex Rosu, Formația Albatros, Gabriela Lazar                                                   | Englisch, Rumänisch | –                         | 1.626      | 1.231        | 2.857  |
| 07.   | 10       | Maryliss                                    | Hai Vino M/T: Maria Avramescu                                                                            | Rumänisch           | Komm schon                | 1.497      | 0974         | 2.471  |
| 08.   | 11       | JaxMan (Erin Dăneţ)                         | Bad & Cool M/T: Erin Dăneţ, Cătălina Ioana Oteleanu                                                      | Englisch            | Böse und Cool             | 1.271      | 1.188        | 2.459  |
| 09.   | 01       | Deiona                                      | Call on Me M/T: Erin Dăneţ, Cătălina Ioana Oteleanu, Andreea Ioana Stoica                                | Englisch            | Du kannst auf mich zählen | 0925       | 0953         | 1.878  |
| 10.   | 02       | Andrada Popa                                | No Time for Me M/T: Andrada Popa, Ciprian Lemnaru                                                        | Englisch            | Keine Zeit für mich       | 0704       | 0902         | 1.606  |
| 11.   | 03       | Ocean Drive                                 | Take You Home M/T: Alin Mihai Dunca, Andrei Glad Condor, Cătălin Peter, Czol Laszlo, David Andrei Dragoș | Englisch            | Nachhause bringen         | 0867       | 0602         | 1.469  |
| 12.   | 09       | Adriana Moraru                              | Faralaes M/T: Oana Adriana Moraru                                                                        | Spanisch            | Rüschen                   | 0510       | 0415         | 0925   |